# Satnik
Satnik je natančno izdelan okvir iz mehkega (lipovega ali topolovega) lesa, ki se v čebelarstvu uporablja znotraj panja, da na njem čebele zgradijo satovje.
Zunanje mere satnika, ki se uporablja v Sloveniji v AŽ panjih, so 410×260×25 mm.